# Scorpaenopsis macrochir
Scorpaenopsis macrochir és una espècie de peix pertanyent a la família dels escorpènids.

## Descripció
- Fa 13 cm de llargària màxima (normalment, en fa 10,4).
- Té una glàndula verinosa.[2][3][4][5]

## Hàbitat
És un peix marí, associat als esculls de corall i de clima tropical (35°N-25°S) que viu entre 1-75 m de fondària.

## Distribució geogràfica
Es troba al Pacífic: des del nord-oest d'Austràlia, les illes Moluques i les Filipines fins a les illes Marqueses, les illes de la Societat, les illes Ryukyu, Rowley Shoals (Austràlia Occidental) i Tonga. També és present a les illes Mariannes i les Carolines (Micronèsia).

## Observacions
És verinós per als humans.